# Palystes superciliosus
Palystes superciliosus là một loài nhện trong họ Sparassidae.
Loài này thuộc chi Palystes. Palystes superciliosus được Ludwig Carl Christian Koch miêu tả năm 1875.

## Hình ảnh

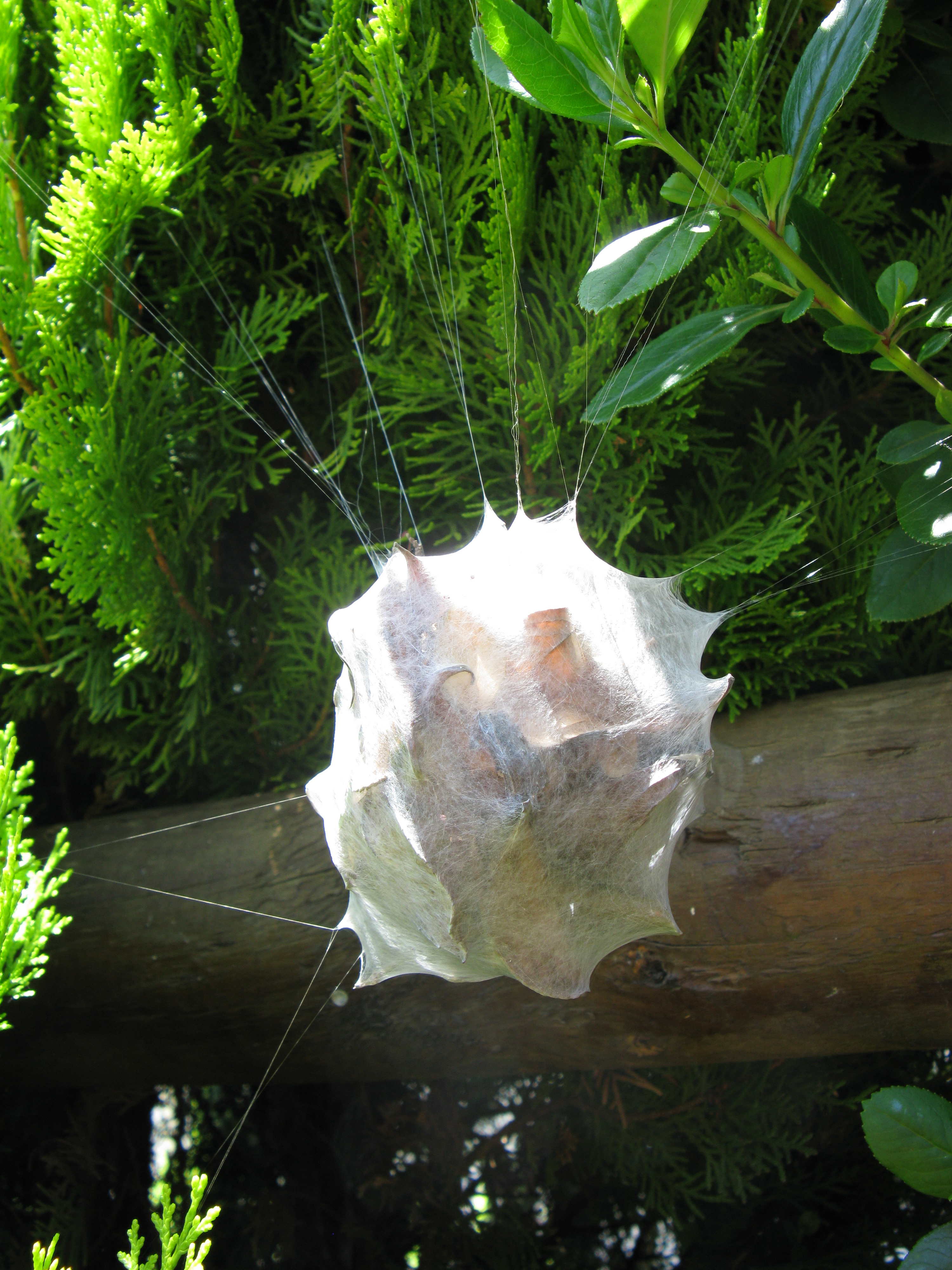
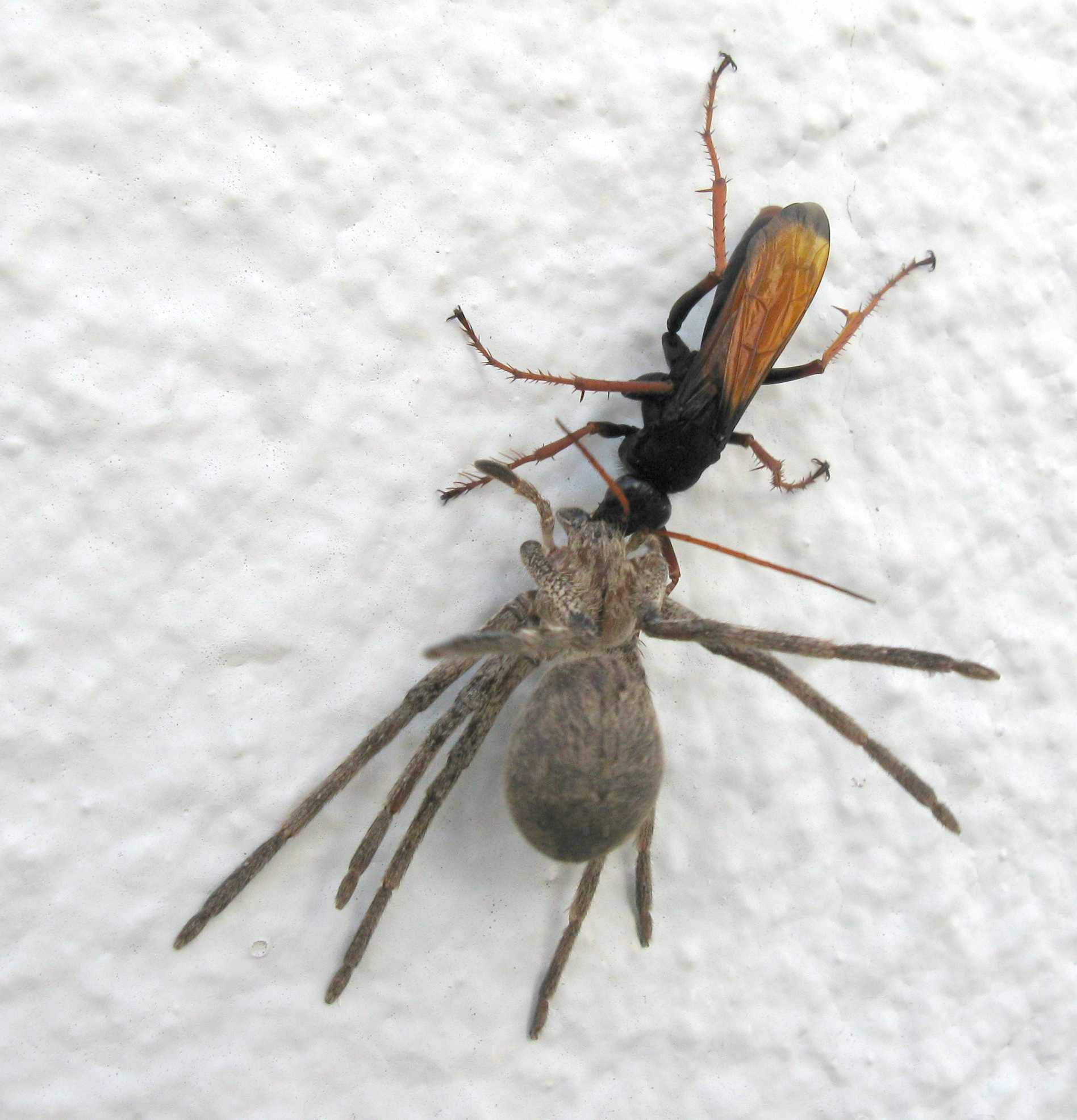
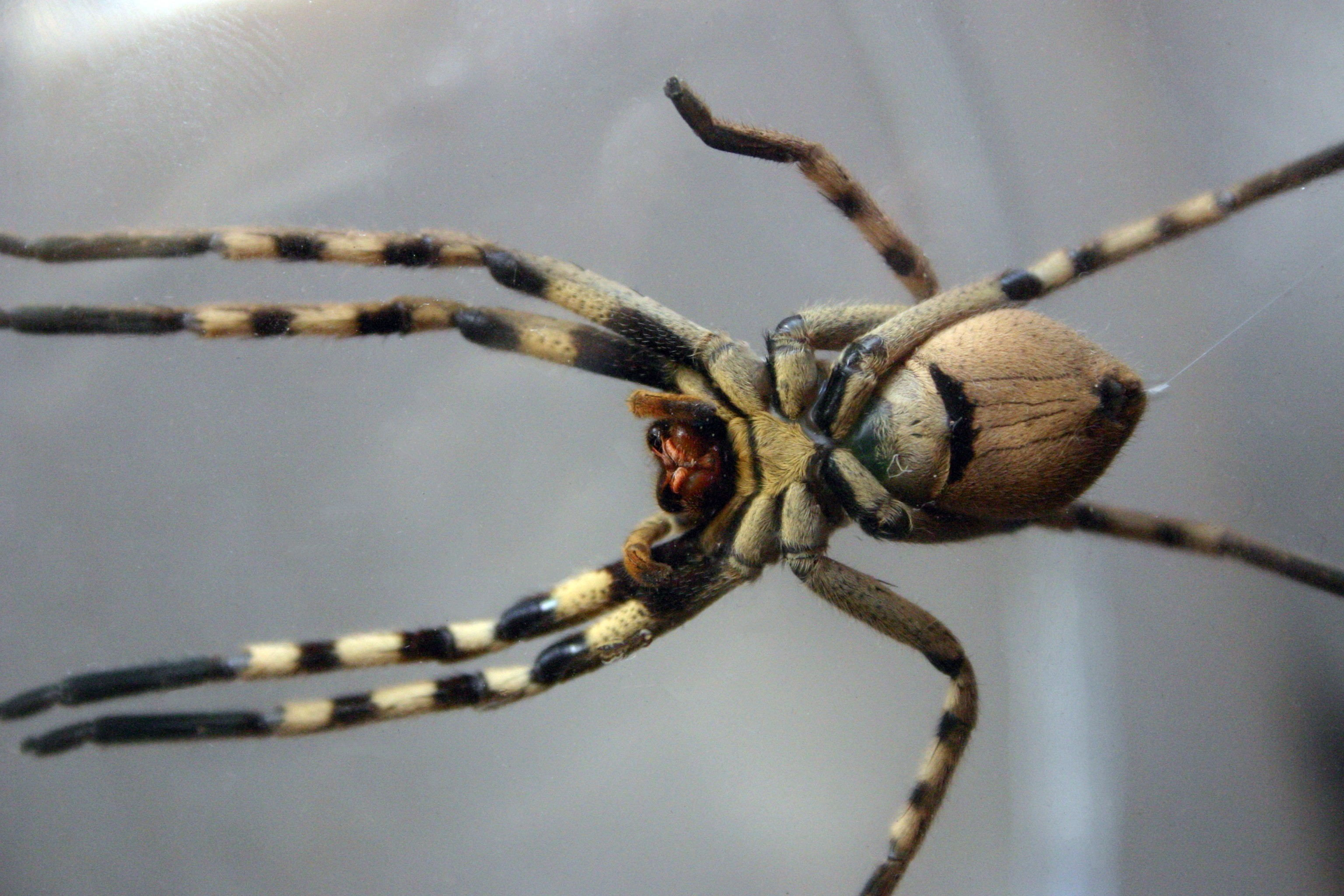
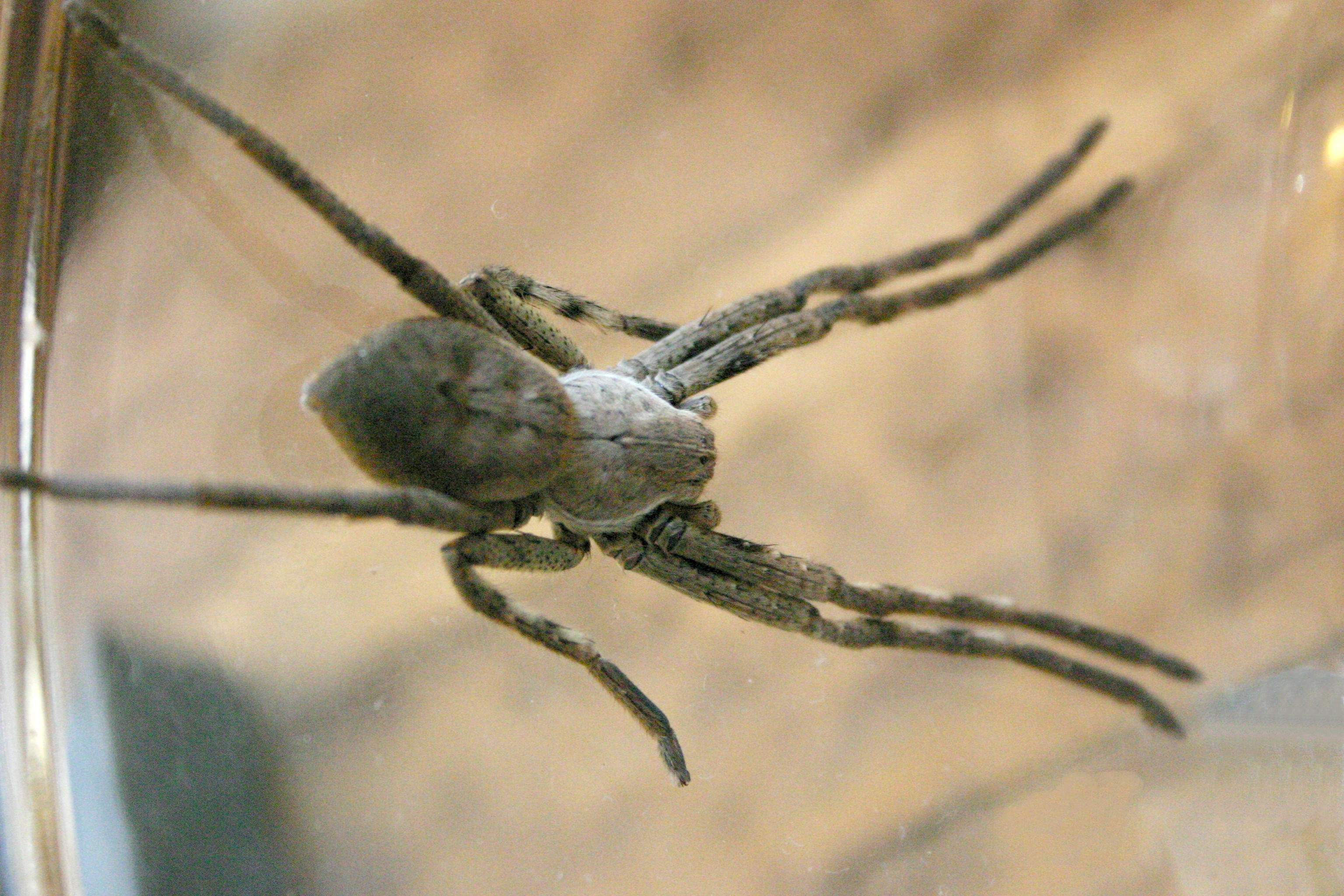